# Ямит
Ямит (ивр. ימית‎, «морская») — израильское поселение, созданное во время израильской оккупации Синайского полуострова после окончания Шестидневной войны в 1967 году и просуществовавшее вплоть до 1982 года, когда эта часть Синая была передана Египту по условиям мирного соглашения в Кэмп-Дэвиде в 1979. На этот момент в нем проживало около 2500 человек. Само поселение было разрушено, а все его жители принудительно эвакуированы на территорию Израиля.

## Местоположение
Расположенный южнее сектора Газа, Ямит был задуман как крупный город-порт, который к началу XXI века должен был насчитывать около 250 000 жителей. Его местоположение должно было сделать его буфером между сектором Газа и Синайским полуостровом. Несмотря на наличие нового, относительно доступного жилья, количество поселенцев оказалось недостаточным, чтобы город стал и морским портом. После подписания мирного соглашения с Египтом стало ясно, что дни Ямита, как еврейского поселения, сочтены. Большинство жителей согласились на компенсацию и покинули поселение в течение двух лет. К меньшинству, которое решило остаться, примкнули религиозно настроенные сторонники, которые начали селиться в городе.

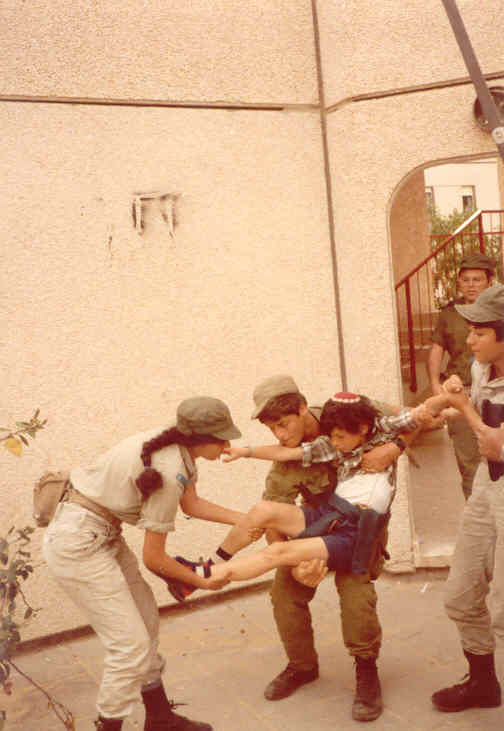
Израильские солдаты эвакуируют Ямит силой

## Проект города и его назначение
Ямит был задуман с целью создать поселение, которое бы укрепило связь между Израилем и Синаем, а также отделило сектор Газа от Синайского полуострова. По сути, Ямит являлся третьим звеном в плане «Вокруг сектора Газа», по которому сектор Газа должен был оказаться замкнутым в кольцо еврейских поселений (Ашкелон с севера, Беэр-Шева и города развития с востока и Ямит с юга), что помешало бы его дальнейшему развитию.
Принципы, заложенные в строительство города, должны были обеспечить рост города вплоть до 250 000 жителей к началу XXI века. Город был запланирован как третий израильский город-порт, после Тель-Авива и Хайфы. Кроме этого, предназначением города должно было стать размещение будущих волн алии, представители которой должны были занять важную нишу в жизни города. Основными направлениями экономики должны были стать туризм, промышленность и транспорт (аэропорт, морской порт и сухопутный транспортный узел). Вместе с этим, город был задуман как экономический центр, который со временем обеспечил бы ему статус центрального израильского поселения на Синайском полуострове.

## История заселения
Согласно одним источникам, до начала строительства место представляло собой пустыню, ничем не выделяющийся участок песков между поселениями Садот и Нетив-ха-Асара. Кроме бедуинов, время от времени проходивших мимо, там никого не было. Также нет сведений и о древних поселениях, находившихся на месте будущего города. Поэтому название «Ямит» («морская») отражало лишь географическую близость города к берегу Средиземного моря (и намерение создать в прибрежной зоне глубоководный порт) и не было названием поселения, прежде находившегося на этом месте.
Согласно другим источникам, ассоциированным с организацией Бецелем и другими представителями левого спектра Израиля, место будущего города, между поселениями Садот и Нетив-ха-Асара, использовалось бедуинами. Близко расположенные к поверхности грунтовые воды, а также проливающиеся изредка дожди, позволяли жить и заниматься сельским хозяйством в окружении пустыни. Израильский архитектор Эяль Вейцман утверждает, что бедуины, помимо выпаса скота, имели сады и местами выращивали пшеницу. К началу 1972 года, когда территория находилась под израильской оккупацией, несколько семей бедуинов проживали на территории в постоянных (бетонных) домах. В условиях отсутствия мирного договора с Египтом израильский министр обороны Даян без ведома правительства приказал командующему Южным фронтом Шарону очистить от населения прибрежную полосу (около 46 км²), примыкающую с юго-запада к г. Рафах (сектор Газа). Бедуинам, жившим в шатрах, дали день на выселение, в постоянных домах — два дня. После этого израильские бульдозеры сравняли с землёй сады, дома были разрушены, а колодцы — приведены в негодность. Разрушения вызвали возмущение некоторых кибуцников, особенно связанных с левыми партиями. Тогдашние израильские СМИ замолчали факт выселения коренного населения, а правительство заявило о «выдворении нескольких кочевников».
Незадолго до Войны Судного дня (осенью 1973 года) правительство Израиля, не без участия Даяна, утвердило намерение строить город. Вскоре после войны несколько семей репатриантов из тогдашнего СССР заселились в специально построенные маленькие домики. Вслед за ними приехала ещё одна группа будущих поселенцев, также репатрианты, но из США, которые поселились в Беэр-Шеве. Только спустя два года, в сентябре 1975 г., началось активное строительство, а за ним и заселение.
Люся (Номи) Бренер, одна из первых поселенцев, вспоминает:
Необычной была планировка города. Все дома были развёрнуты и поставлены так, что внутригородское пространство оставалось совершенно свободным от автомобильного движения. Там шли дорожки между домами, было множество детских и спортивных площадок, сквериков, клумб, цветников, зелёных уголков, которые буквально в первый же год, благодаря капельному орошению, поднялись, расцвели, зазеленели. А все автомобильные стоянки и проезжие части дорог были вынесены за внешнюю линию города, по периметру его, так что внутри Ямита машины не ездили. Общегородским транспортом у нас был велосипед.

## Эвакуация жителей и разрушение города
Жители Ямита были эвакуированы 23 апреля 1982 года. Большинство поселенцев покинули город по собственному желанию (получив соответствующую материальную компенсацию), однако из-за того, что правые активисты (в основном представители движения Гуш Эмуним) забаррикадировались в домах, эвакуация вылилась в насильственное противостояние сторон. Среди наиболее резко настроенных сопротивленцев были последователи рабби Меира Кахане, которые клялись, что скорее расстанутся с жизнью, чем подчинятся. После личного вмешательства Кахане они согласились покинуть Ямит. Эвакуация проходила под командованием Ариэля Шарона.
По предварительному договору между Израилем и Египтом, последний должен был уплатить $80 млн за дома и инфраструктуру Ямита. Тем не менее, в последний момент израильский премьер-министр Менахем Бегин принял решение уничтожить поселение. По словам израильского посла в Египте в то время, Моше Сассона, Бегин опасался, что израильские поселенцы тайно вернутся в свои дома, что приведет к столкновениям между ними и египтянами. Принятое решение о разрушении Ямита вызвало отрицательную реакцию в египетском обществе.
Останки города остаются на том же месте, где прежде стоял город, и по сей день. Доступ к разрушенному городу затруднён из-за позиции египетских властей. Тем не менее, в 2005 году город посетил Цахи Ханегби. В период эвакуации, Ханегби, который тогда был ещё студентом и одним из лидеров сопротивления возвращения Синая Египту, забаррикадировался с друзьями на монументе рядом с городом.

## Политическое значение
В Израиле прецедент массового насильственного выселения израильских граждан из их домов считается[кем?] важным социо-политическим моментом, который демонстрирует расширяющуюся пропасть во взглядах, образовавшуюся между религиозными националистами (такими, как последователи Мафдаля) и сторонниками левого движения. На сегодняшний день это один из разломов в израильском обществе, с которым израильтянам ежедневно приходится иметь дело[кому?], особенно после схожих событий, произошедших во время выполнения программы по размежеванию с сектором Газа в 2005 году.
После разрушения единственное здание, которое по-прежнему видно — это каркас главной синагоги, которая нынче не содержит заметных еврейских символов. Бескровная эвакуация израильских граждан и военных из Ямита и с Синайского полуострова считается прецедентом израильской политики «Мир за землю», проиллюстрированной соглашениями в Осло, планом размежевания (символом сопротивления которому стал кибуц Кфар-Даром), а также положенным теперь под сукно планом объединения.